# Cratylia
Genre
Cratylia est un genre de plantes à fleurs dicotylédones de la famille des Fabaceae, sous-famille des Faboideae, originaire d'Amérique du Sud, qui comprend sept espèces acceptées.

## Liste d'espèces
Selon The Plant List (15 novembre 2018) :
- Cratylia argentea (Desv.) Kuntze
- Cratylia bahiensis L.P. Queiroz
- Cratylia hypargyraea Benth.
- Cratylia intermedia (Hassl.) L.P. Queiroz & R. Monteiro
- Cratylia mollis Benth.
- Cratylia nuda Tul.
- Cratylia nutans Herzog